# Kis-My-Journey
『Kis-My-Journey』（キスマイジャーニー）は、Kis-My-Ft2の3作目のスタジオ・アルバム。2014年7月2日にavex traxから発売。

## 概要
初回限定盤A、初回限定盤B、通常盤、キスマイSHOP盤の全4形態で発売。
初回生産限定盤Aはポーチ型ジャケット（ピンク）仕様で「オリジナルステッカーA」が特典として付き、初回生産限定盤Bはポーチ型ジャケット（ブルー）仕様で「オリジナルステッカーB」が特典として付く。
また、初回生産限定盤A、初回生産限定盤B、通常盤の初回プレス分には、特典応募シリアルが封入されている。
各形態に「豪華20Pフォトブックレット」が付くが、初回生産限定盤Aと初回生産限定盤Bは共通で、通常盤とキスマイSHOP盤はジャケット以外は共通。
発売3日後からは本作を引っ提げて、Kis-My-Ft2初の4大ドームツアー『2014Concert Tour『Kis-My-Journey』』が開催された。

## チャート成績
2014年7月14日付のオリコン週間アルバムランキングにおいて、初登場1位を記録した。発売初週の売上枚数は24.6万枚。ファースト・アルバムから4作連続の1位は、Superflyに次ぐ3年1か月ぶりの記録となった。

## 収録内容

### CD
※シングル曲の詳細はそのページを参照。
1. "3rd" Overture（inst.）[1:25]
作曲・編曲：久保田真悟・栗原暁
2. Seven Journey [4:35]
作詞：KUREI、作曲：ISEKI、編曲：GIRA MUNDO[4]
  - 本作のリードトラック
3. 3.6.5（読み：サンロクゴ）[4:31]
作詞：Kenn Kato、作曲：市川喜康・マシコタツロウ・ha-j、編曲：吉岡たく
  - Kis-My-Ft2出演 DHC「薬用アクネコントロールシリーズ」CMソング
4. Striker [3:41]
作詞・ラップ詞：JUN、作曲・編曲：Tommy Clint
5. ダイスキデス [5:10]
作詞：栗原暁、作曲・編曲：栗原暁・久保田真悟
  - Kis-My-Ft2出演 江崎グリコ「ウォータリング キスミントガム」CMソング
6. FORM [4:13] - 北山宏光
作詞・作曲：HusiQ.K、編曲：KASUMI・SOU
北山がグループ卒業後の2024年8月26日に発売したソロアルバム『ZOO』通常盤に再録版が収録された。
7. LU4E 〜Last Song〜 [5:07] - 藤ヶ谷太輔
作詞：藤ヶ谷太輔、作曲：mr.cho・Lawrence Lee・Kim Tesung、編曲：鈴木雅也
タイトルの「LU4E」とは「L (Love) U (You) 4 (For) E (Ever)」の略称である。
8. Only One… [4:22] - 玉森裕太
作詞：玉森裕太・ケリー、作曲：DAICHI・Carlos Okabe、編曲：陶山隼
9. FIRE!!! [3:36] - 北山宏光・藤ヶ谷太輔
作詞：HusiQ.K・T.Fxxx、作曲：CHOKKAKU・SYB・IGGY、編曲：CHOKKAKU
5thアルバム「I SCREAM」完全生産限定4cups盤特典DVDにPVが収録されている。
10. 棚からぼたもち [3:24] - 舞祭組
  - 1stシングル（舞祭組）
11. ツバサ [4:03]
作詞・作曲：市川喜康・マシコタツロウ・ha-j、編曲：市川喜康
12. 光のシグナル [4:26]
  - 10thシングル
13. 僕らの約束 [5:26]
作詞：ワタナベハジメ、作曲：XYZ、編曲：中尾昌史
14. アゲてくぜ! [3:41]
作詞・作曲・編曲：山下和彰
通常盤のみ収録。

### DVD

#### 初回生産限定盤A
1. 「Seven Journey」MUSIC VIDEO
2. 「Seven Journey」メイキング映像
  - メンバーのナレーション入り
3. レコーディング密着映像
  - メンバーのナレーション入り

#### 初回生産限定盤B
1. 「3.6.5」MUSIC VIDEO
2. 「3.6.5」メイキング映像
  - メンバーのナレーション入り
3. 「Kis-My-TV」
  - 本作のテーマ「Journey=旅」をお題にしたトーク企画
  - メンバーのナレーション入り

### 特典
- オリジナルクリアファイル

## 収録作品
| 楽曲タイトル       | 収録                                | 収録                                                                |
| ------------------ | ----------------------------------- | ------------------------------------------------------------------- |
| "3rd" Overture     | CDアルバム                          | 『Kis-My-Journey』                                                  |
| "3rd" Overture     | ライブ音源                          | 『KIS-MY-WORLD』〈初回生産限定盤A〉                                 |
| Seven Journey      | CDアルバム                          | 『Kis-My-Journey』                                                  |
| Seven Journey      | ミュージック・ビデオ                | 『Kis-My-Journey』〈初回生産限定盤A〉                               |
| Seven Journey      | ライブ映像                          | 『2014Concert Tour『Kis-My-Journey』』                              |
| Seven Journey      | ライブ音源                          | 『KIS-MY-WORLD』〈初回生産限定盤A〉                                 |
| Seven Journey      | ライブ映像                          | 『2015 CONCERT TOUR 『KIS-MY-WORLD』』〈通常盤〉                    |
| Seven Journey      | ミュージック・ビデオ                | 『BEST of Kis-My-Ft2』〈初回盤A〉                                   |
| 3.6.5              | CDアルバム                          | 『Kis-My-Journey』                                                  |
| 3.6.5              | ミュージック・ビデオ                | 『Kis-My-Journey』〈初回生産限定盤B〉                               |
| 3.6.5              | ライブ映像                          | 『2014Concert Tour『Kis-My-Journey』』                              |
| 3.6.5              | ミュージック・ビデオ                | 『BEST of Kis-My-Ft2』〈初回盤A〉                                   |
| Striker            | CDアルバム                          | 『Kis-My-Journey』                                                  |
| Striker            | ライブ映像                          | 『2014Concert Tour『Kis-My-Journey』』                              |
| ダイスキデス       | CDアルバム                          | 『Kis-My-Journey』                                                  |
| ダイスキデス       | ライブ映像                          | 『2014Concert Tour『Kis-My-Journey』』                              |
| ダイスキデス       | ライブ音源                          | 『KIS-MY-WORLD』〈初回生産限定盤A〉                                 |
| ダイスキデス       | CDアルバム                          | 『KIS-MY-WORLD』〈初回生産限定盤B〉                                 |
| ダイスキデス       | ライブ映像                          | 『2015 CONCERT TOUR 『KIS-MY-WORLD』』〈通常盤〉                    |
| ダイスキデス       | CDアルバム                          | 『I SCREAM』〈通常盤〉                                              |
| ダイスキデス       | ライブ映像                          | 『BEST of Kis-My-Ft2』〈通常盤〉                                    |
| FORM               | CDアルバム                          | 『Kis-My-Journey』                                                  |
| FORM               | ライブ映像                          | 『2014Concert Tour『Kis-My-Journey』』                              |
| LU4E ～Last Song～ | CDアルバム                          | 『Kis-My-Journey』                                                  |
| LU4E ～Last Song～ | ライブ映像                          | 『2014Concert Tour『Kis-My-Journey』』                              |
| Only One...        | CDアルバム                          | 『Kis-My-Journey』                                                  |
| Only One...        | ライブ映像                          | 『2014Concert Tour『Kis-My-Journey』』                              |
| FIRE!!!            | CDアルバム                          | 『Kis-My-Journey』                                                  |
| FIRE!!!            | ライブ映像                          | 『2014Concert Tour『Kis-My-Journey』』                              |
| FIRE!!!            | ライブ音源                          | 『KIS-MY-WORLD』〈初回生産限定盤A〉                                 |
| FIRE!!!            | ライブ映像                          | 『2015 CONCERT TOUR 『KIS-MY-WORLD』』                              |
| FIRE!!!            | ミュージック・ビデオ                | 『I SCREAM』〈完全生産限定 4cups盤〉                                |
| FIRE!!!            | ライブ映像                          | 『BEST of Kis-My-Ft2』〈通常盤〉                                    |
| FIRE!!!            | ライブ映像                          | 『Kis-My-Ftに逢えるde Show 2022 in DOME』                           |
| 棚からぼたもち     | CDシングル                          | 『棚からぼたもち』                                                  |
| 棚からぼたもち     | ミュージック・ビデオ                | 『棚からぼたもち』〈初回生産限定盤A〉                               |
| 棚からぼたもち     | ライブ映像                          | 『SNOW DOMEの約束 IN TOKYO DOME 2013.11.16』                        |
| 棚からぼたもち     | CDアルバム                          | 『Kis-My-Journey』                                                  |
| 棚からぼたもち     | ライブ映像                          | 『2014Concert Tour『Kis-My-Journey』』                              |
| 棚からぼたもち     | ライブ音源                          | 『KIS-MY-WORLD』〈初回生産限定盤A〉                                 |
| 棚からぼたもち     | ライブ映像                          | 『2015 CONCERT TOUR 『KIS-MY-WORLD』』                              |
| 棚からぼたもち     | ライブ映像                          | 『CONCERT TOUR 2016 I SCREAM』                                      |
| 棚からぼたもち     | CDアルバム                          | 『舞祭組の、わっ!』                                                 |
| 棚からぼたもち     | ミュージック・ビデオ                | 『舞祭組の、わっ!』〈初回生産限定盤A〉                              |
| 棚からぼたもち     | ライブ映像                          | 『舞祭組村のわっと! 驚く! 第1笑』                                   |
| 棚からぼたもち     | CDアルバム                          | 『BEST of Kis-My-Ft2』〈初回盤B〉                                   |
| ツバサ             | CDアルバム                          | 『Kis-My-Journey』                                                  |
| ツバサ             | ライブ映像                          | 『2014Concert Tour『Kis-My-Journey』』                              |
| 光のシグナル       | CDシングル                          | 『光のシグナル』                                                    |
| 光のシグナル       | ミュージック・ビデオ                | 『光のシグナル』〈初回生産限定盤A〉                                 |
| 光のシグナル       | ミュージック・ビデオ （アニメver.） | 『光のシグナル』〈初回生産限定盤B〉                                 |
| 光のシグナル       | CDアルバム                          | 『Kis-My-Journey』                                                  |
| 光のシグナル       | ライブ映像                          | 『2014Concert Tour『Kis-My-Journey』』                              |
| 光のシグナル       | ライブ音源                          | 『KIS-MY-WORLD』〈初回生産限定盤A〉                                 |
| 光のシグナル       | ライブ映像                          | 『2015 CONCERT TOUR 『KIS-MY-WORLD』』                              |
| 光のシグナル       | CDアルバム                          | 『I SCREAM』〈通常盤〉                                              |
| 光のシグナル       | ライブ映像                          | 『君を大好きだ』〈EXTRA盤〉 （LIVE TOUR 2018 YOU&ME Extra Yummy!!） |
| 光のシグナル       | CDアルバム                          | 『BEST of Kis-My-Ft2』                                              |
| 光のシグナル       | ミュージック・ビデオ                | 『BEST of Kis-My-Ft2』〈初回盤A〉                                   |
| 光のシグナル       | ライブ映像                          | 『LIVE TOUR 2021 HOME』〈Blu-ray盤〉                                |
| 光のシグナル       | ライブ映像                          | 『Kis-My-Ft2 Dome Tour 2024 Synopsis』                              |
| 僕らの約束         | CDアルバム                          | 『Kis-My-Journey』                                                  |
| 僕らの約束         | ライブ映像                          | 『2014Concert Tour『Kis-My-Journey』』                              |
| 僕らの約束         | ライブ音源                          | 『KIS-MY-WORLD』〈初回生産限定盤A〉                                 |
| アゲてくぜ!        | CDアルバム                          | 『Kis-My-Journey』〈通常盤〉                                        |
| アゲてくぜ!        | ライブ映像                          | 『2014Concert Tour『Kis-My-Journey』』                              |
| アゲてくぜ!        | ライブ映像                          | 『2015 CONCERT TOUR 『KIS-MY-WORLD』』                              |